# Општина Санпаул (Муреш)
Санпаул (рум. Sânpaul) општина је у Румунији у округу Муреш.
Oпштина се налази на надморској висини од 283 m.